# Cherry Falls
Cherry Falls is een Amerikaanse thriller-horrorfilm uit 2000. Hij werd geregisseerd door Geoffrey Wright. Brittany Murphy speelt de hoofdrol.
De film is een slasher-film en gaat over een krankzinnige seriemoordenaar die tieners van de lokale school die nog maagd zijn, vermoordt.

## Verhaal
Op een avond worden in de bossen twee tieners op gruwelijke wijze om het leven gebracht. De volgende dag is de hele middelbare school in rouw en begint de sheriff een onderzoek.
Opnieuw wordt een tienermeisje, dat alleen thuis is, afgeslacht. Er wordt een verband tussen beide moorden vastgesteld: het waren allen leerlingen van de middelbare school en de twee meisjes waren maagd.
De sheriff last een info-avond op school in voor alle ouders van tieners in het dorp. Deze loopt uit de hand als de ouders vrezen dat hun kinderen een seksfestijn zullen houden om zichzelf te elimineren als mogelijk slachtoffer.
Jody, de dochter van de sheriff en een vriend slaan stiekem het hele gebeuren gade voor de schoolkrant. Even later vindt Jody de jongen vermoord terug en wordt ze zelf belaagd. Ze ontsnapt en als haar vader ter plaatse arriveert is de moordenaar ervandoor.
Als snel doet het gerucht de ronde onder de leerlingen dat de seriemoordenaar het op maagden gemunt heeft. In het geheim organiseren ze een groot seksfeest.
Op het politiekantoor wordt op Jody's aanwijzingen een compositiefoto gemaakt van de dader - een vrouw met lang zwart haar en een witte lok. Als Jody haar vader een zenuwachtig telefoontje ziet plegen in zijn kantoor, luistert ze hem af en hoort de naam Loralee Sherman vallen. Aan de andere kant van de lijn is de schooldirecteur.
In de bibliotheek ontdekt Jody dat Sherman een tienermeisje was dat 27 jaar geleden verkracht werd en later uit het dorp vertrok om nooit meer terug te keren. Na lang aandringen vertelt haar moeder dat de vier daders dronken scholieren waren die door de gemeenschap een hand boven het hoofd gehouden werd. Onder hen waren de schooldirecteur en Jody's vader.
Op de avond van het seksfeest krijgt de sheriff de vraag om langs te komen bij de schooldirecteur. Die vindt hij afgemaakt terug alvorens hij zelf wordt neergeslagen.
Diezelfde avond komt Jody langs haar leraar Engels, die net een kist uit zijn auto laadt en haar uitnodigt. Ze helpt hem een kist naar de kelder te dragen en ontdekt dat haar vader erin zit. Beiden worden vastgebonden en Leonard verkleedt zich als zijn moeder, Loralee Sherman.
Leonard dwingt de sheriff de waarheid te zeggen over de verkrachting. Hij vertelt dat ze onderweg waren naar hun afstudeerfeestje toen ze Sherman met autopech zagen staan. Ze waren allen dronken. Hijzelf was zo dronken dat hij niet meer recht kon staan. Toen het meisje niet met hen meewilde, begonnen ze haar te plagen om haar uiteindelijk om de beurt te verkrachten. Hem legden ze als laatste op het meisje, maar hij wist wat hij deed.
Nadat de zaak in de doofpot was gestopt en Sherman vertrok werd ze krankzinnig. Ze kreeg een zoon, Leonard en sloeg die geregeld terwijl ze het constant over haar verkrachting had. Hierdoor werd ook Leonard gestoord. Hij suggereert dat hij de zoon is van Jody's vader, omdat ze dezelfde kleur ogen hebben.
Dan ziet Jody's vriendje haar fiets staan en belt aan. Als Leonard opendoet krijgt hij door dat er iets aan de hand is, slaat Leonard neer en sluit hem buiten. Hij bevrijdt Jody in de kelder net op het moment dat haar vader zichzelf kan losmaken.
Leonard breekt binnen met een bijl in de hand en terwijl de sheriff wordt doodgeslagen, vluchten Jody en Kenny in de richting van de orgie. Leonard komt achter hen aan, vermoordt een van de agenten die buiten de boel in de gaten houden en komt naar binnen.
Daar is de orgie in volle gang. Als de moordenaar binnenkomt, breekt er paniek uit en probeert iedereen te vluchten. Leonard hakt er op los. Als iedereen weg is, valt hij Jody aan. Dankzij de lessen zelfverdediging die ze van haar vader leerde, gooit ze hem door het raam en van het balkon af. Even later komt hij terug bij bewustzijn terwijl een jongen kijkt of hij nog leeft. Net voor hij die jongen kan vermoorden, wordt hij doodgeschoten door hulpagente Mina.
De volgende ochtend op het politiekantoor leggen Jody en haar moeder hun getuigenissen af, verdraaid in het voordeel van Jody's vader. Buiten ziet Jody in een flits een vrouw die op Sherman lijkt, maar als ze terug kijkt is die verdwenen.

## Rolbezetting
| Acteur                | Personage         | Opmerkingen                  |
| --------------------- | ----------------- | ---------------------------- |
| Brittany Murphy       | Jody Marken       | Dochter van de Sheriff       |
| Michael Biehn         | Brent Marken      | Sheriff                      |
| Candy Clark           | Marge Marken      | Moeder van Jody              |
| Jay Mohr              | Leonard Marliston | Leraar Engels                |
| Jesse Bradford        | Rod Harper        | Vriend van Jody              |
| Amanda Anka           | Mina              | Hulpagente                   |
| Joe Inscoe            | Tom Sisler        | Schooldirecteur              |
| Gabriel Mann          | Kenny Ascott      | Vriendje van Jody            |
| Natalie Ramsey        | Sandy             |                              |
| Douglas Spain         | Mark              |                              |
| Bre Blair             | Stacy Twelfmann   | Een van de vermoorde meisjes |
| Kirsten Miller        | Cindy             |                              |
| Michael Weston        | Ben               |                              |
| Keram Malicki-Sánchez | Timmy             |                              |
| Joannah Portman       | Sharon            |                              |
| Vicki Davis           | Heather           |                              |
| Bret McKee            | Dylan Roley       |                              |
| Clementine Ford       | Annette Duwald    |                              |
| DJ Qualls             | Wally             |                              |
| Tammy Ballance        | Loralee Sherman   | In de flashbacks             |